# Plaza de Capuchinos
 (octobre 2019).

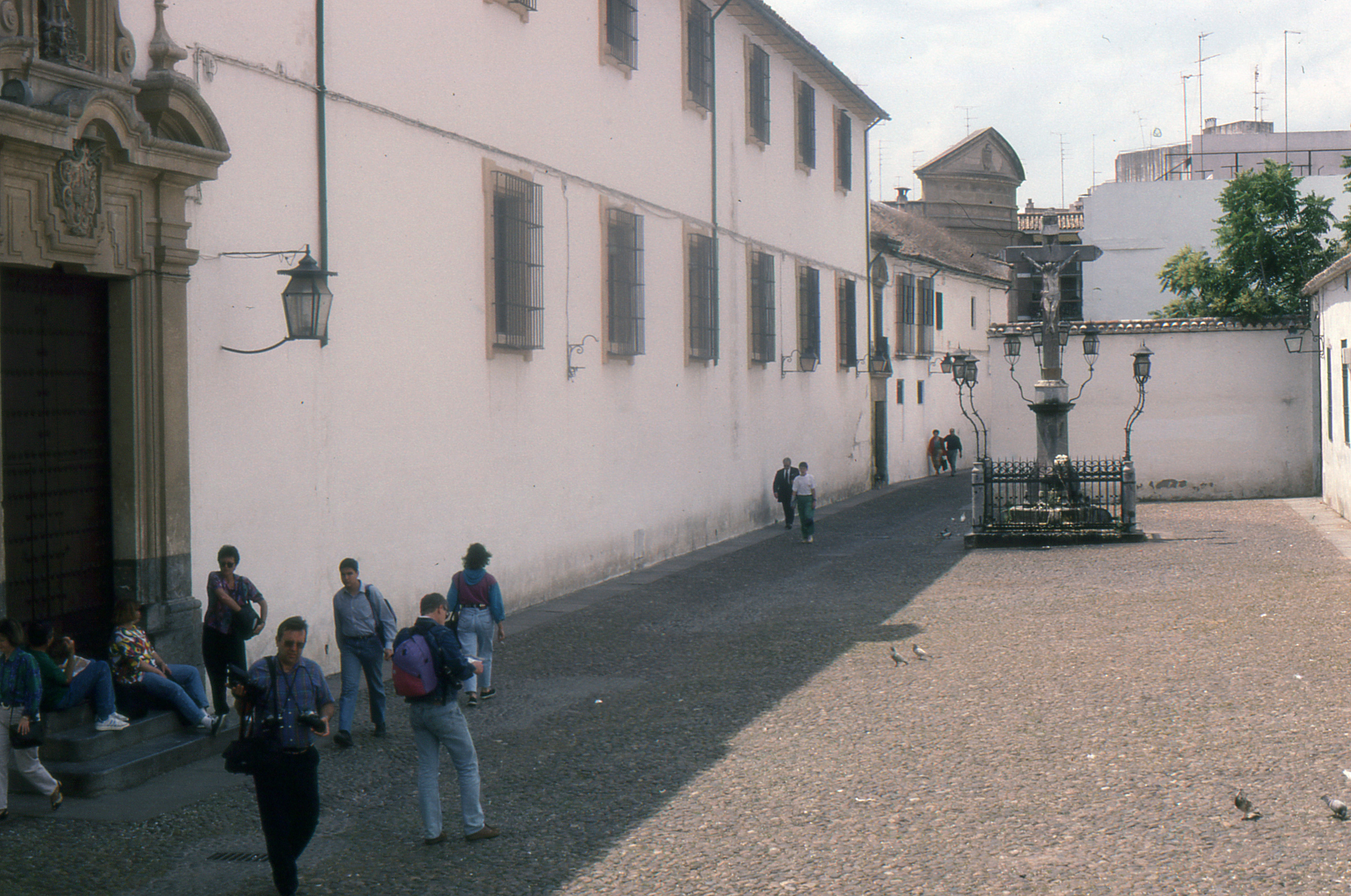
La place en 1992.

La plaza de Capuchinos (en français, place des Capucins) est une des places les plus appréciées et les plus connues de la ville de Cordoue, en Espagne. Austère et simple, elle abrite le Christ des Lanternes et le Couvent des Douleurs. Anciennement la place se nommait aussi place d'Almunia et place du Corbacho.

## Description
La plaza de Capuchinos se caractérise par une grande simplicité et une grande tranquillité. Il s'agit d'un rectangle pavé et de murs blanchis à la chaux, ainsi que la décrit le poète Ricardo Molina: «Elle n'est pas plus qu'un rectangle de chaux et de ciel». Le pavage consiste en des dalles de granit avec des pierres dans son intérieur. Sur la droite, la place est fermée par la porte de l'église des Douleurs et l'hôpital de San Jacinto pour des malades incurables. Sur la place il y a aussi le couvent des Capucins (Capuchinos), qui donne son nom à la place.

## Histoire
Cette place a été édifiée sur quelques maisons que possédait la famille des Almunia dans le lieu en 1689, faisant partie du couvent de Capuchinos. Il a été désamorti au XIXè siècle car c'était une zone de passage entre deux quartiers populaires de Cordoue. Le pavement original a été remplacé par Antonio Cruz Conde dans les ans 1950.

La plaza de Capuchinos a été une des plus soulignées de Cordoue pour sa candidature au titre de Capitale Européenne de la Culture 2016. 

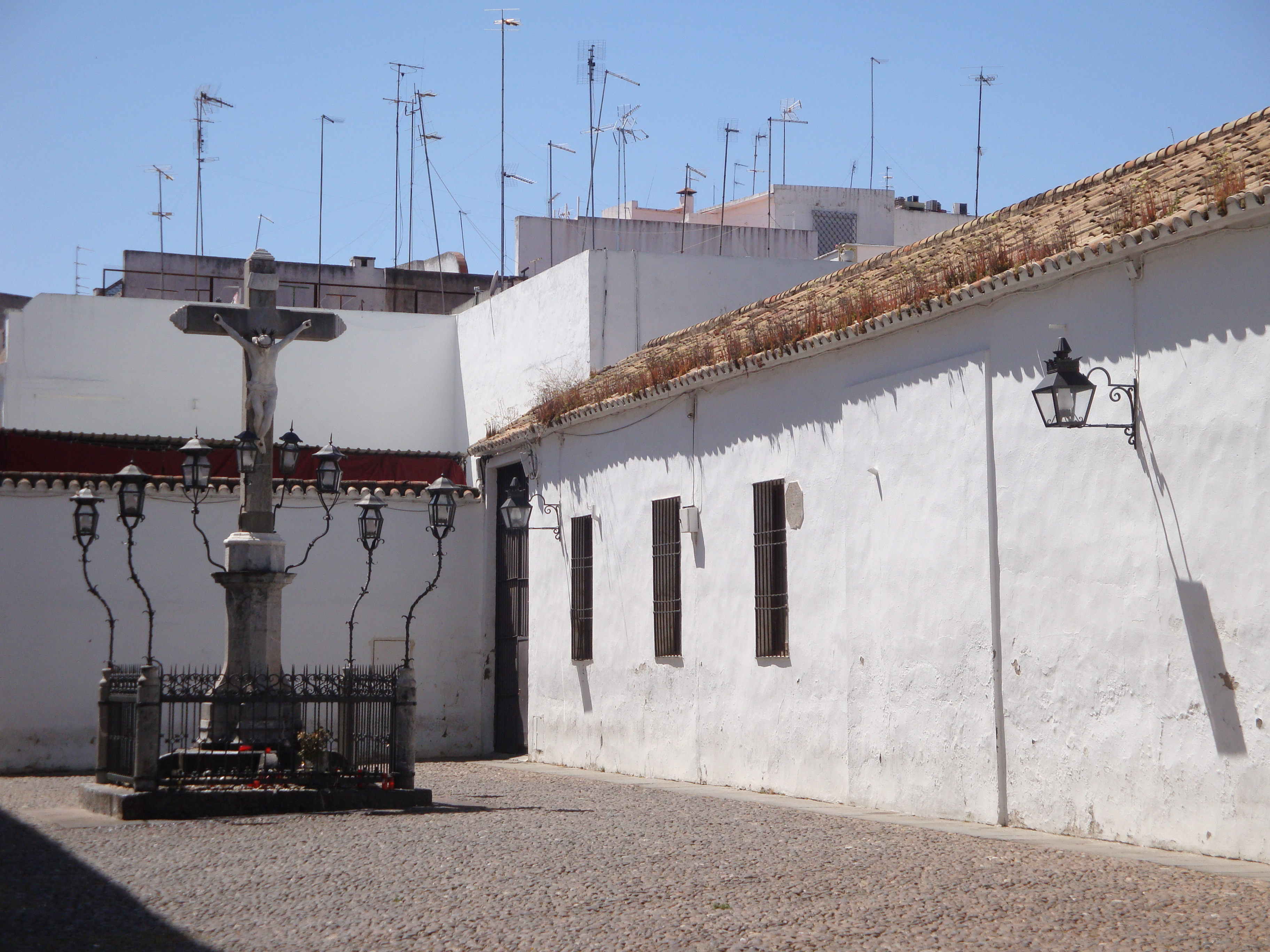
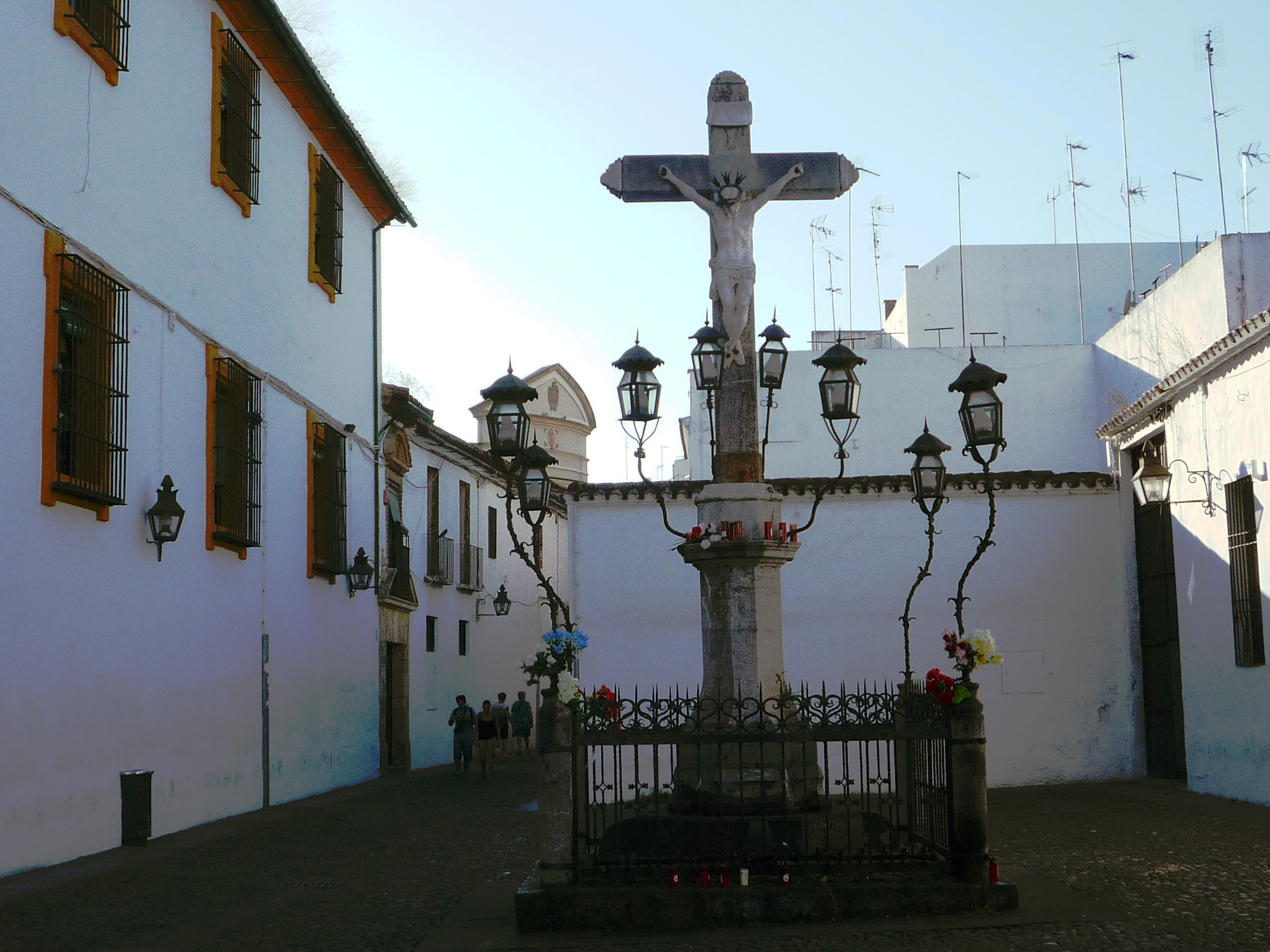
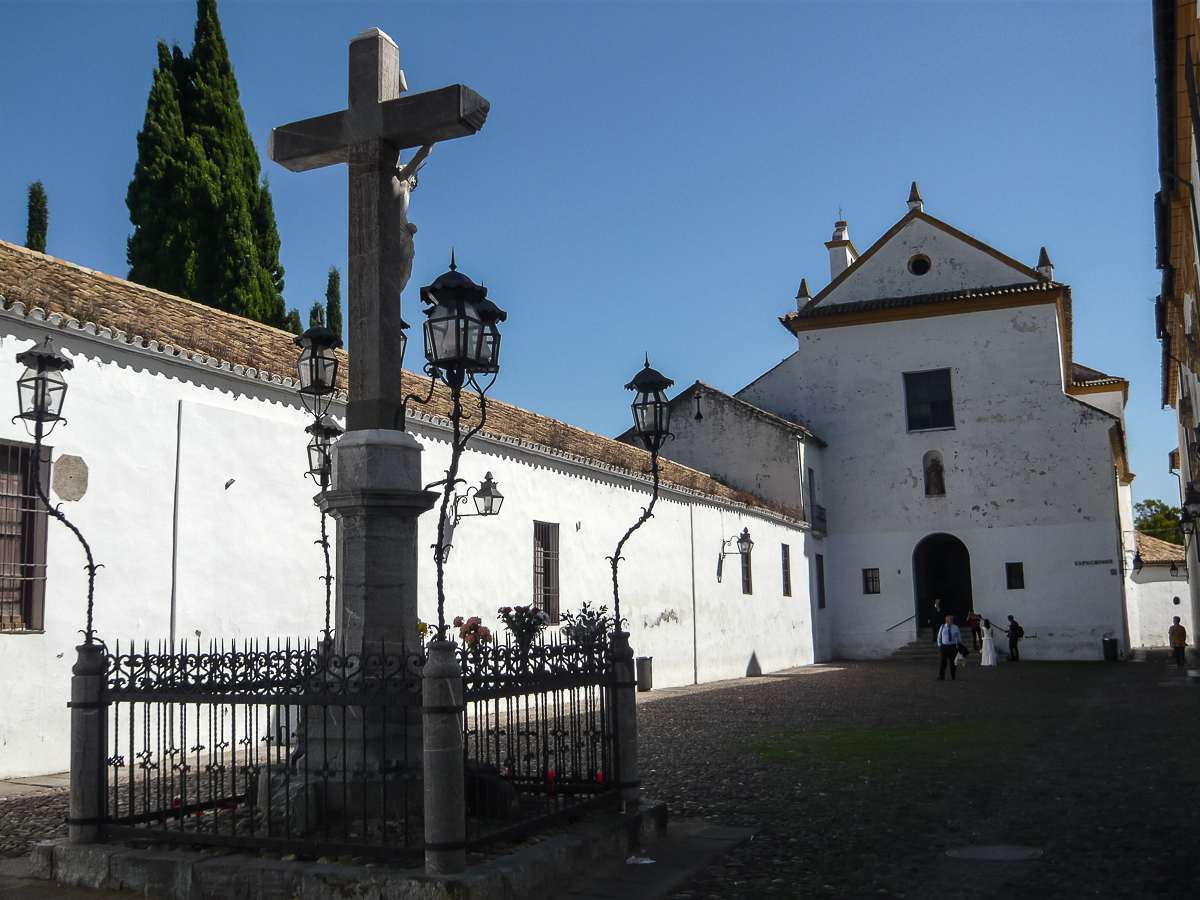